# Diddl
Diddl is een stripfiguur, in de vorm van een witte springmuis. Op 24 augustus 1990 werd de eerste schets van Diddl gemaakt door de Duitse tekenaar Thomas Goletz. Diddl was toen nog een kangoeroe. Diddl had toen wel al zijn kenmerkende reusachtige voeten en de typische tuinbroek. In latere schetsen werd Diddl een muis, die al sterk leek op de huidige Diddl. Alleen de voeten en de oren werden nog iets vergroot. Sinds 2005 heeft Diddl een eigen Kaasblad.
Rondom Diddl zijn veel merchandising-artikelen beschikbaar, zoals knuffels, schrijfwaren en kladblokjes. Diddl behaalde zijn hoogtepunt in populariteit tussen 2003 en 2005.

## Diddl en zijn vrienden
- Diddl woont in Kaaskoekjesland in zijn kaasholletje onder de zolderboom, aan de noordelijke oever van het Maanschijnvonkelmeer. Samen met zijn vrienden beleeft hij allerlei avonturen (een van zijn grootste hobby's). In zijn vrije tijd luistert Diddl het liefst naar knuffelige Diddl-rock, onder het genot van wat "Gaatjesberger Kaaslimonade" en een stukje "Sokkenlandse Grootgatige Superstinker".
- Diddlina is Diddls vriendin en eerste grote liefde. Diddlina houdt ervan door Diddl verstrikt en steeds weer opnieuw veroverd te worden. Zij houdt van bloemen, zomerkleren, wattenzachte haarstrikjes en romantische cadeautjes. Zij heeft ook zo haar eigen ideeën en kan heel beledigd doen. Wat slimheid, vooruitziende blik en betrouwbaarheid betreft, wint ze het van Diddl.
- Pimboli - Hoort bij Diddl, is bevriend met Mimihopps en is een zuidwestknautschanische knuffelteddy
- Ackaturbo - Een vuurstaartminiraaf
- Mimihopps - Hoort bij Diddlina, is bevriend met Pimboli en is een voskonijntje
- Vanillivi - Een wit geluksschaap
- Wollywell - Een zwart Angora-schaap dat altijd huilt
- Galupy - Een Galoppogos-paard
- Merksmir Lettervreter - De Lettervreter, een boekenwurm
- Hampfdiddl Bogart - De springmuisdetective
- Professor Blubberpeng - Een Bolle Bor muis professor
- Bibombl - Een "pomponstaart-setter"
- Milimits - Een "tijgerstaart-katje"
- Tiplitaps - Een "wisselschild-schildpad"
- Simsaly - Is een goede vriendin met Diddlina, is een Florany-bloementoverfee
- Dimmdann - Hoort bij Simsaly, Helpt Simsaly met bloemtoverspreuken te onthouden die hij dan   met zijn lichtje in de lucht schrijft. Hij is een gloeibijtje. (mama is honingbij en papa gloeiworm)
- Lalunaly - Florany-eenhoorn
- Lolli Love Bear - Een Liefdes Beertje

## Diddls vijanden
- De Frog Brothers zijn Diddls enige en grootste vijanden. Ze heten: Fritt, Fratt en Friedl. Fritt is de baas van de groep, Fratt is dik en Friedl is een beetje lui. Deze drie kikkers maken namelijk het leven van Diddl en zijn vrienden zuur en hebben alleen maar zinloze ideeën.